# Wunderbare Erfüllung eines Traumes
Wunderbare Erfüllung eines Traumes ist ein orientalisches Märchen aus den Geschichten aus Tausendundeiner Nacht. In der Arabian Nights Encyclopedia wird es als ANE 99 gelistet (→ Tausendundeine Nacht – Liste der Geschichten).
Die Kurzgeschichte erzählt von zwei wegweisenden Träumen.

## Handlung
Ein reicher Mann aus Bagdad verliert sein gesamtes Vermögen. Mit Not gelingt es ihm sein täglich Brot zu erwerben. Als ihm im Traum verkündet wird, er solle seinen Lebensunterhalt in Kairo verdienen, tritt er am nächsten Morgen die Reise dorthin an. Eines Abends kommt er dort an und macht an einer Moschee Rast, wo er einschläft. In der Nacht dringen Diebe von der Moschee aus in ein Nachbarhaus ein, werden jedoch entdeckt und fliehen durch die Moschee zurück. Die Polizei findet nur den schlafenden Mann aus Bagdad vor, halten ihn für den Dieb und werfen ihn halbtotgeprügelt ins Gefängnis. Drei Tage später verhört ihn der Polizeichef, woraufhin der Mann erzählt, dass ihm im Traum geweissagt wurde, er solle nach Kairo gehen. Der Polizeichef lacht und erzählt, dass er von einem Haus in Bagdad geträumt hat, wo Geld im Garten vergraben sei. Der Polizeichef lässt den Mann nach Bagdad zurückkehren, wo dieser im Garten tatsächlich das Geld vergraben findet und reicher ist als zuvor.

## Hintergrund
Die Geschichte findet sich in den ägyptischen Manuskripten und den frühen arabischen Druckfassungen von Tausendundeine Nacht, darunter in Bulaq I, Kalkutta II und der Breslauer Ausgabe. Richard Francis Burton und Enno Littmann griffen für ihre Übersetzungen auf die Kalkutta II-Ausgabe zurück.
Die Geschichte wird in der klassisch-arabischen Literatur bereits bei al-Tanukhi (gest. 994) als Quelle erwähnt und findet sich in Ibn Hidscha al-Hamawis (gest. 1434) Werk Thamarat al-awraq.

## Ausgaben
- Gustav Weil: Tausend und eine Nacht, Karl Müller Verlag, Erlangen 1984 (Erstausgabe 1839), 4 Bände. (insb. Breslauer Edition und Bulaq-Edition), Band 4, S. 46.
- Enno Littmann: Die Erzählungen aus den tausendundein Nächten, Insel Verlag, Frankfurt 1968 (Erstausgabe 1922–1928), 6 Bände (Kalkutta-II-Edition), Band 3, S. 337f.